# Sermorelina
Sermorelina (INN: Sermorelin) – polipeptyd zbudowany z pierwszych 29 aminokwasów somatoliberyny, stosowany jest jako czynnik uwalniający somatotropinę w teście oceniającym zdolność komórek przedniego płata przysadki do wytwarzania hormonu wzrostu oraz w leczeniu niedoboru hormon wzrostu u dzieci.

## Mechanizm działania
Sermorelina przyłącza się do receptora dla hormonu uwalniającego somatotropinę i naśladuje naturalną somatoliberynę pod względem jej zdolności do stymulowania wydzielania hormonu wzrostu.

## Przeciwwskazania
- nadwrażliwość na substancję[1]

## Działania niepożądane[1]
- zaczerwienienie lub obrzęk w miejscu podania
- nudności, wymioty, dziwny smak w ustach

## Preparaty
- preparaty proste[1]:
  - Groliberin (Kabi Pharmacia)
  - Geref (Serono) Zaprzestanie produkcji 10.2008[3]